# Reprezentacja Pakistanu w piłce nożnej mężczyzn
Reprezentacja Pakistanu w piłce nożnej – reprezentacja państwowa Pakistanu, pod zarządem Pakistańskiego Związku Piłki Nożnej założonego w 1947. Od 1948 federacja jest członkiem FIFA, od 1954 członkiem AFC. Pakistańczycy nigdy nie awansowali do finałów Mistrzostw Świata ani Pucharu Azji.

## Udział wMistrzostwach Świata
- 1930 – 1938 – Nie brał udziału (był częścią Indii Brytyjskich)
- 1950 – 1986 – Nie brał udziału
- 1990 – 2022 – Nie zakwalifikował się

## Udział wPucharze Azji
- 1956 – Wycofał się z kwalifikacji
- 1960 – Nie zakwalifikował się
- 1964 – Nie brał udziału
- 1968 – Nie zakwalifikował się
- 1972 – Nie brał udziału
- 1976 – Wycofał się z kwalifikacji
- 1980 – Nie brał udziału
- 1984 – 2007 – Nie zakwalifikował się
- 2011 – Nie brał udziału
- 2015 – 2023 - Nie zakwalifikował się